# Zvonička v Černíči
Zvonička je drobná stavba na návsí obce Černíč v okrese Jihlava v Kraji Vysočina. Je kulturní památka České republiky.

## Popis
Zvonička byla postavena v 19. století. Je volně stojící zděná stavba na půdorysu čtverce. V horní části jsou ve stěnách kruhové otvory. Zvonička má stanovou střechu krytou šindelem. Fasáda je hladká s pravoúhlým vstupem.
V roce 2010 byla provedena rekonstrukce, při které byla vyměněna eternitová krytina za šindelovou. Rekonstrukce navrátila zvoničce její lidový charakter.